# Głuszynek
Głuszynek – wieś w Polsce położona w województwie kujawsko-pomorskim, w powiecie radziejowskim, w gminie Topólka.

## Krótki opis
Głuszynek jest położony nad Jeziorem Głuszyńskim i jest miejscowością rolniczo-turystyczną. Dotychczas w Głuszynku zostały wybudowane 4 generatory energii wiatrowej typu Bonus 150 (moc każdej: 0,15 MW) na masztach stalowych o wysokości 30 m każdy. W najbliższym czasie planowane są kolejne generatory.

## Podział administracyjny
W latach 1975–1998 miejscowość administracyjnie należała do województwa włocławskiego. Wieś sołecka – zobacz jednostki pomocnicze gminy Topólka w BIP.

## Demografia
Według Narodowego Spisu Powszechnego (III 2011 r.) liczyła 130 mieszkańców. Jest dziewiętnastą co do wielkości miejscowością gminy Topólka.

## Historia
W wieku XIX opisano 2 wsie:
- Głuszynek (1) zgniły (obecnie Zgniły Głuszynek), wieś w powiecie nieszawskim, gminie Czamanin, parafii Świerczyn.
- Głuszynek (2), wieś i kolonia w powiecie nieszawskim, gminie Czamanin, parafii Świerczyn.

Folwark Głuszynek z wsią Głuszynek i kolonią Miałkie, oddalone od Nieszawy wiorst 36, od Osięcin wiorst 10. Rozległość gruntów folwarcznych wynosi mórg 292, grunta orne i ogrody mórg 157, łąk mórg 15, wody mórg 112, nieużytki i place mórg 8. Budynków murowanych było 7. Występują pokłady marglu. Wieś Głuszynek posiadała osad 19, gruntu mórg 232, zaś kolonia Miałkie osad 16, gruntu mórg 172.